# Lijst van machthebbers in 505 v.Chr.
In 505 v.Chr.  waren onderstaande personen in machtsposities.

## Afrika
| Land     | Positie           | Dynastie     | Machthebber       | Tijdvak          |
| -------- | ----------------- | ------------ | ----------------- | ---------------- |
| Carthago | Koning            | Magoniden    | Hamilcar I        | 510 - 480 v.Chr. |
| Cyrene   | Koning            | Battiaden    | Battus IV         | 515 - 465 v.Chr. |
| Egypte   | Koning van Egypte | 27e dynastie | Darius I (Perzië) | 522 - 485 v.Chr. |
| Koesj    | Koning            | Meroe        | Amaniastabarqa    | 510 - 487 v.Chr. |

## Azië
| Land                 | Positie           | Dynastie      | Machthebber   | Tijdvak          |
| -------------------- | ----------------- | ------------- | ------------- | ---------------- |
| China                | Keizer van China  | Zhou-dynastie | Zhou Jingwang | 519 - 476 v.Chr. |
| India (Magadha Rijk) | Koning            | Shishunaga    | Bimbisara     | 544 - 491 v.Chr. |
| Japan                | Keizer van Japan  |               | Itoku         | 510 - 475 v.Chr. |
| Perzische Rijk       | Koning van Perzië | Achaemeniden  | Darius I      | 522 - 485 v.Chr. |

## Europa
| Land      | Positie                 | Dynastie              | Machthebber         | Tijdvak          |
| --------- | ----------------------- | --------------------- | ------------------- | ---------------- |
| Ierland   | Hoge koning van Ierland |                       | Mug Corb            | 506 - 499 v.Chr. |
| Macedonië | Koning                  | Argeaden              | Amyntas I           | 547 - 498 v.Chr. |
| Rome      | Consul                  |                       | M. Valerius Volusus | 505 v.Chr.       |
| Rome      | Consul                  | P. Postumius Tubertus | 505, 503 v.Chr.     |                  |
| Sparta    | Koning van Sparta       | Agiaden               | Cleomenes I         | 519 - 487 v.Chr. |
| Sparta    | Koning van Sparta       | Eurypontiden          | Demaratus           | 515 - 491 v.Chr. |